# Gran incendio de Toronto

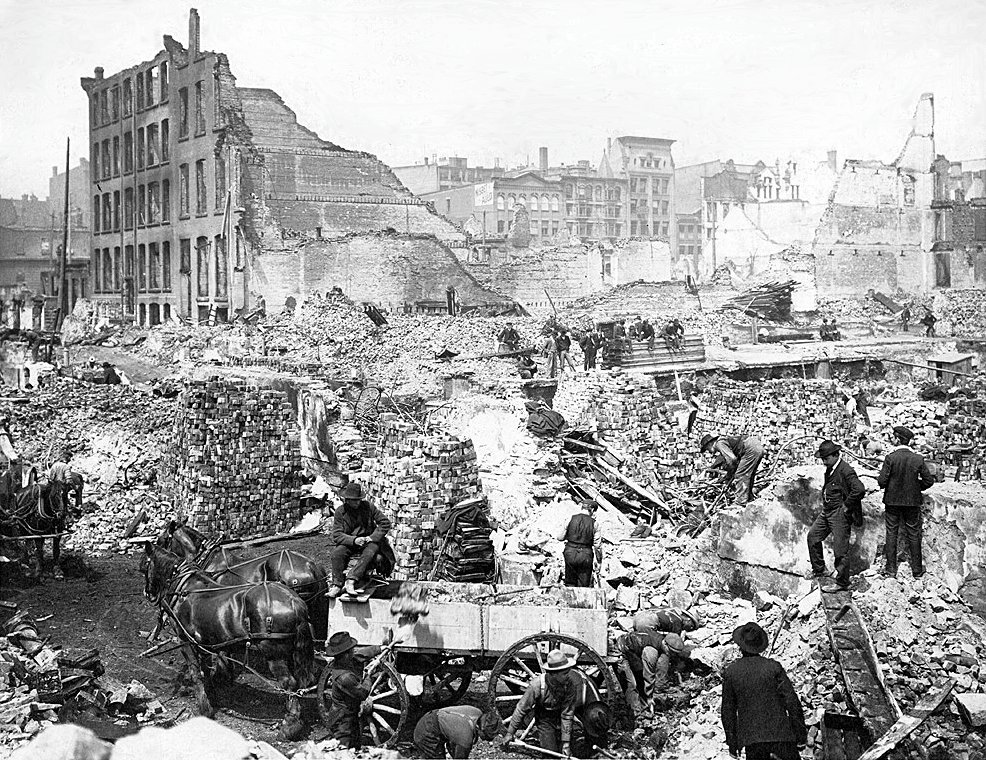
Imagen tomada en 1904 ciudad de Toronto,Canadá

El gran incendio de Toronto asoló la ciudad de Toronto, en Ontario (Canadá), el 19 de abril de 1904. El fuego destruyó más de 150 edificios y causó entre 10 y 15 millones de dólares en pérdidas. El siniestro, que se inició hacia las 20:00 en el edificio E.S. Currie, una fábrica de la calle Wellington, se propagó en menos de una hora a los edificios colindantes de modo que toda la manzana se convirtió en una masa de llamas, quedando fuera de control para los servicios de extinción. La escasez de efectivos de bomberos obligó al alcalde de la ciudad a realizar un llamamiento de ayuda exterior.
El frente norte pudo ser cortado en relativamente poco tiempo, pero hacia el sur y el este el avance de las llamas alcanzó hasta las calles Front y Yonge, hasta que pudo ser controlado a las 04:30 de la madrugada siguiente. El centro de la ciudad quedó casi completamente en ruinas y tuvo que ser reedificado. Unos 5.000 trabajadores perdieron sus puestos de trabajo temporal o definitivamente y no hubo que lamentar ninguna víctima mortal. Se cree que la causa del incendio pudo ser un fallo en el cableado eléctrico o una estufa de combustión.